# Font de l'Abat (Hortoneda)
La Font de l'Abat és una font del poble d'Hortoneda, de l'antic terme d'Hortoneda de la Conca, pertanyent a l'actual municipi de Conca de Dalt, al Pallars Jussà.
Està situada a 1.122 m d'altitud, al sud-oest d'Hortoneda, a la vora dreta de la llau dels Pastors, al sud-est del Roc de Torrent Pregon. És a ponent de la partida dels Montiells, prop del camí que mena a aquesta partida.